# Kenneth Williams

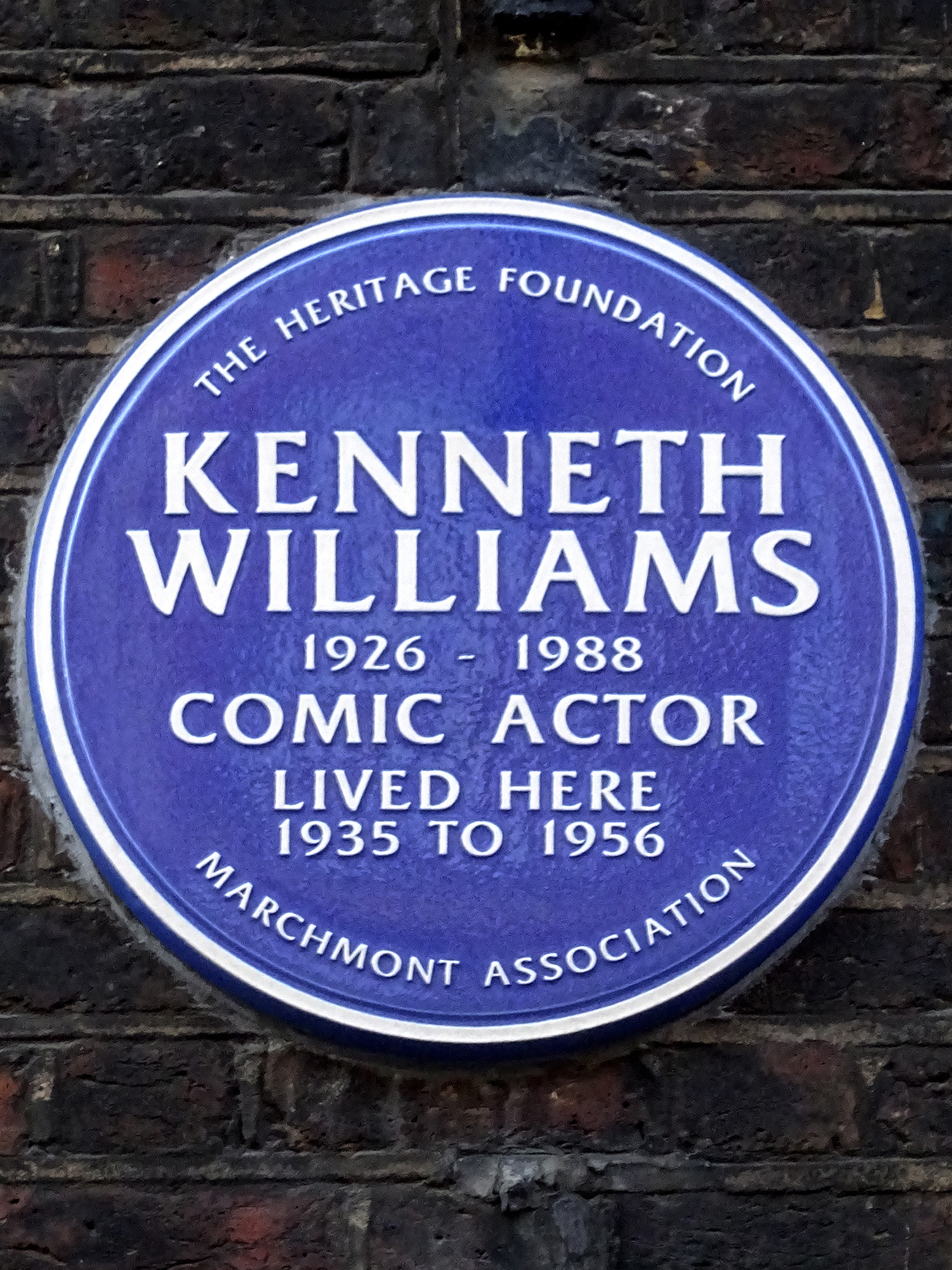
Blaue Plakette, die am 11. Oktober 2009 von der Heritage Foundation und der Marchmont Association an der Marchmont Street 57 in London angebracht wurde.

Kenneth Charles Williams (* 22. Februar 1926 in London; † 15. April 1988 ebenda) war ein britischer Schauspieler und Komiker.

## Leben
Williams hatte seinen Durchbruch als Komiker 1954, als er neben Tony Hancock und Sidney James zu einem festen Mitglied der Radio-Comedy-Show Hancock’s Half Hour wurde, der weitere langlebige Radioprogramme wie Beyond Our Ken, Round the Horne (beide mit Kenneth Horne) sowie die BBC-Spiel-Show Just a Minute folgen sollten. Zahlreiche Sendungen sind inzwischen auf DVD erschienen und machen Williams auch heute noch zu einem der beliebtesten Radio-Komiker Englands.
Daneben hatte Williams zahlreiche Auftritte in Kinofilmen, vor allem in Produktionen von Peter Rogers unter der Regie von Gerald Thomas. Rogers und Thomas drehten 30 Komödien von unterschiedlicher Qualität, die im Sinne der Commedia dell’arte immer gleiche Rollentypen von fast immer den gleichen Schauspielern verkörpert präsentierten und deren Titel im Original immer mit Carry On… begannen. Dort spielte Kenneth Williams oft den Gegenpart von Schauspielerkollege Sidney James, mit dem ihn eine lebenslange gegenseitige Antipathie verband. In 25 Filmen (von 30) der Reihe verkörperte Williams den näselnden Snob, oft in einer der Hauptrollen. Dabei reichte die Bandbreite der Rollen vom Chefarzt (Das total verrückte Krankenhaus) über einen britischen Fregattenkapitän zur Zeit Nelsons (Ist ja irre – ’ne abgetakelte Fregatte), den Khasi von Kalabar (Alles unter Kontrolle – keiner blickt durch) oder eine Frankenstein-Karikatur (Ist ja irre – Alarm im Gruselschloß) bis hin zu Parodien historischer Persönlichkeiten wie Thomas Cromwell, 1. Earl of Essex (Heinrichs Bettgeschichten oder Wie der Knoblauch nach England kam) oder Julius Caesar (Ist ja irre – Cäsar liebt Cleopatra). Obwohl Williams von der Qualität der Produktionen eine sehr negative Meinung hatte, genoss er vor allem die Arbeit mit den übrigen Komikern und dem Produktionsstab um Rogers und Thomas. Darüber hinaus lieh er seine Stimme oft Zeichentrickfilmen (so allen Figuren in Willo das Waldlicht).
Kenneth Williams starb am 15. April 1988 durch eine Überdosis an Medikamenten. Neben einigen biographischen Büchern über und von Kenneth Williams sind auch seine gesammelten Tagebücher inzwischen veröffentlicht. 2006 wurden seine Tagebücher als Fernsehfilm Kenneth Williams: Fantabulosa! verfilmt. Kenneth Williams wird hier von Michael Sheen verkörpert.

## Filmografie (Auswahl)
- 1953: Die Bettleroper (The Beggar’s Opera)
- 1958: Kopf hoch – Brust raus! (Carry on Sergeant)
- 1959: 41 Grad Liebe (Carry on Nurse)
- 1959: Ist ja irre – Lauter liebenswerte Lehrer (Carry on Teacher)
- 1960: Ist ja irre – Diese strammen Polizisten (Carry On, Constable)
- 1961: Nicht so toll, Süßer (Carry on Regardless)
- 1962: Ist ja irre – der Schiffskoch ist seekrank (Carry on Cruising)
- 1964: Ist ja irre – ’ne abgetakelte Fregatte (Carry on Jack)
- 1964: Ist ja irre – Agenten auf dem Pulverfaß (Carry on Spying)
- 1964: Ist ja irre – Cäsar liebt Cleopatra (Carry on Cleo)
- 1965: Ist ja irre – der dreiste Cowboy (Carry on Cowboy)
- 1966: Ist ja irre – Alarm im Gruselschloß (Carry on Screaming!)
- 1967: Ist ja irre – Nur nicht den Kopf verlieren (Don’t Lose Your Head)
- 1967: Ist ja irre – In der Wüste fließt kein Wasser (Follow That Camel)
- 1967: Das total verrückte Krankenhaus (Carry on Doctor)
- 1968: Alles unter Kontrolle – keiner blickt durch (Carry On… Up the Khyber)
- 1969: Das total verrückte Campingparadies (Carry on Camping)
- 1969: Das total verrückte Irrenhaus (Carry on Again Doctor)
- 1970: Liebe, Liebe usw. (Carry on Loving)
- 1971: Heinrichs Bettgeschichten oder Wie der Knoblauch nach England kam (Carry On Henry)
- 1971: Ein Streik kommt selten allein (Carry on at Your Convenience)
- 1972: Die total verrückte Oberschwester (Carry on Matron)
- 1972: Ein total verrückter Urlaub (Carry on Abroad)
- 1974: Mach’ weiter, Dick! (Carry on Dick)
- 1975: Der total verrückte Mumienschreck (Carry on Behind)
- 1978: Der Hund von Baskerville (The Hound of the Baskervilles)
- 1978: Mach’ weiter, Emmanuelle (Carry on Emmannuelle)

## Schriften (Auswahl)
- Acid Drops. London 1980.
- Back Drops. Pages From a Private Diary, London 1983.
- Just Williams. An Autobiography. London 1985.
- The Kenneth Williams Diaries. herausgegeben von Russell Davies, London 1993.